# Cintractia lipocarphae
Cintractia lipocarphae är en svampart som beskrevs av Vánky, C. Vánky & R.G. Shivas 2001. Cintractia lipocarphae ingår i släktet Cintractia och familjen Anthracoideaceae.   Inga underarter finns listade i Catalogue of Life.